# Efferia speciosa
Efferia speciosa este o specie de muște din genul Efferia, familia Asilidae. A fost descrisă pentru prima dată de Philippi în anul 1865. Conform Catalogue of Life specia Efferia speciosa nu are subspecii cunoscute.